# 高橋三郎
高橋三郎（1920年—2010年6月24日），是日本的《聖經》、神學研究者、教師、作家，矢內原忠雄先生的學生。

## 略歷
生在日本治下的朝鮮忠清南道（現屬韓國），舊制東京第一高等學校在學中跟德語教授三谷隆正先生學習《聖經》，三谷先生逝去後跟矢內原忠雄先生學。
1945年東京帝国大学工学部卒業，做過惠泉女學園高等學校教師（1948年）、昭和女子大学助教授（1950年）。
後專攻西洋古典學，1954年東京大學教養學部卒業，入同校大學院（研究生院）學習。
1955年到1958年間留學德國美因茨大学，修習博士課程，研究馬丁·路德的根本思想，1958年以『ルターの根本思想とその限界』論文得神學博士學位。
回日本後在國際基督教大學教過書，後轉為無教會主義的獨立傳道人，1965年1月創刊『十字架の言』月刊誌。
1966年應邀到台灣的教會、神學院講道，在台北參訪國立故宮博物院。
1994年4月26日因交通事故變成重度身心障礙，2010年6月24日肺炎病逝。
生前創辦的高橋聖書集會（聖經聚會）在2010年8月22日解散，2010年8月29日新組成澀谷聖書集會。

## 著書漢語譯本
- 《福音的世俗性》（吳得榮譯）
- 《創造者與救贖者》（王英忠譯）
- 《新約聖經的世界》（邱信典譯）
- 《馬太福音講義》（郭維租譯）
- 《約翰福音講義》（黃履鰲譯）
- 《共觀福音傳》（郭維租譯）
- 《信仰基督的本質——從耶穌到保羅》（郭維租譯）
- 《教會的起源和本質》（郭維租譯）
- 《基督信仰的根本問題——紀念內村鑑三演講集》（郭維租譯）
- 《使徒行傳講義》（郭維租譯）
- 《上帝的國和地上的國》（郭維租譯）
- 《君王耶穌》（郭維租譯）

### 共著
- 《從宗教解放自己》（與島崎暉久共著，郭維租譯）
- 《教會與無教會》（與雨宮榮一、島崎暉久共著，郭維租譯）

## 外部連結
- 高橋三郎資料網頁[永久]
- 高橋三郎逝去 （页面存档备份，存于）
- 高橋聖書集會
- 澀谷聖書集會 （页面存档备份，存于）